# Alexander Matwejewitsch Schitomirski
Alexander Matwejewitsch Schitomirski (russisch Александр Матвеевич Житомирский; * 11. Maijul. / 23. Mai 1881greg. in Cherson; † 16. Dezember 1937 in Leningrad) war ein ukrainisch-russischer Komponist und Hochschullehrer für Komposition.
Schitomirski war zunächst Violinschüler von Emil Młynarski an der Musikschule der Kaiserlichen Musikgesellschaft in Odessa und von Karl Prill in Wien. Er studierte dann Komposition bei Nikolai Andrejewitsch Rimski-Korsakow, Anatoli Konstantinowitsch Ljadow, Alexander Konstantinowitsch Glasunow und Nikolai Feopemptowitsch Solowjow am Konservatorium Sankt Petersburg, wo er ab 1914 selbst unterrichtete. Schitomirski schrieb Orchesterwerke, darunter eine Suite (1929), ein Violinkonzert (1937), ein Streichquartett (1932) sowie Violin- und Cellostücke und Lieder. Er bearbeitete einige hebräische Melodien.